# Иона (Покровский)

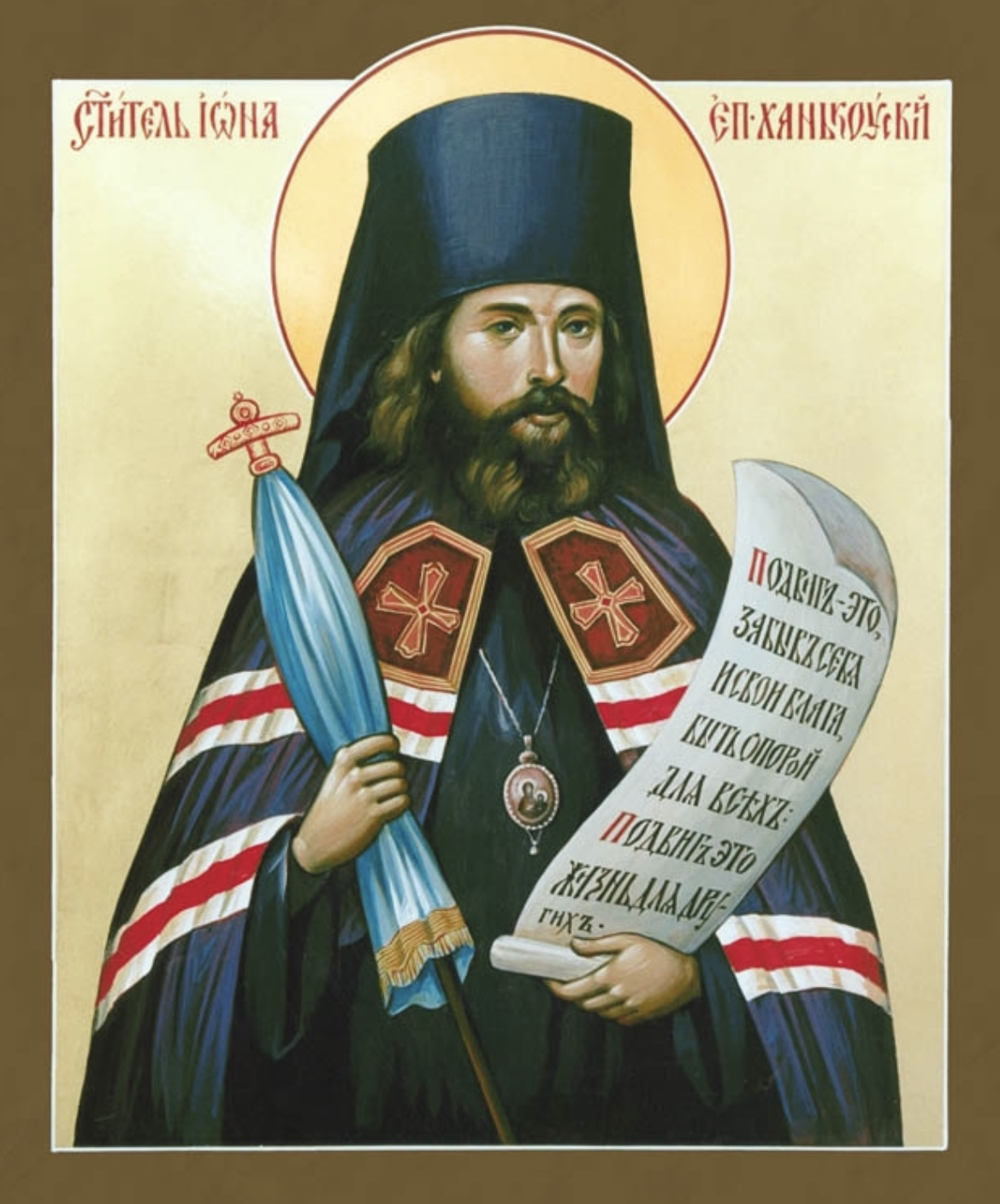
Иона (Покровский)

Епи́скоп Ио́на (в миру Влади́мир Ильи́ч Покро́вский; 17 (29) апреля 1888, Москва — 20 октября 1925, Маньчжурия) — епископ Русской православной церкви заграницей, епископ Ханькоуский, викарий Пекинской епархии. Настоятель храма святителя Иннокентия Иркутского в городе Маньчжурии.
Канонизирован в Русской православной церковью как чудотворец и святитель. Память 7 (20) октября.

## Биография
Родился в семье священника села Рогачёва Дмитровского уезда Московской губернии Ильи Тимофеевича Покровского 17 (29) апреля 1888 года, фактическое место рождения — Голицынская больница города Москвы. В трёхлетнем возрасте лишился матери, в восьмилетнем — отца.
Учился в Заиконоспасском духовном училище, окончил Калужскую семинарию, в 1909 году поступил в Казанскую духовную академию.
На 3-м курсе Владимир принял монашество с именем Иона и был направлен на некоторое время во Введенскую Оптину пустынь.
Вернулся в академию уже в сане иеромонаха и окончил её в 1914 году со степенью кандидата богословия и правом быть преподавателем и занимать административные должности по духовно-учебному ведомству и при соискании степени магистра богословия не держать новых устных и письменных испытаний. Оставлен при академии профессорским стипендиатом. Стал учителем в качестве приват-доцента.
После начала Первой мировой войны по собственному желанию стал военным священником. 30 июня 1917 года назначен на должность проповедника 2-й армии. Принял участие в Брусиловском прорыве. Развал армии оставил отца Иону без места.
В начале 1918 года вернулся в Казань. В мае арестован большевиками как контрреволюционер. Бежал из заключения, прибыл в Пермь, где был вновь пойман, избит, и в одной рубашке брошен в тюрьму. Отправлен из тюрьмы в вагоне для перевозки скота, а затем на пароходе по реке Тавде в Тюмень, на суд военного трибунала, но по пути освобождён войсками Сибирского правительства, взявшими Тобольск.
Отправился в Омск. Вскоре вновь вошёл в состав военного духовенства, являясь инициатором организации «дружин Святого Креста».
В 1919 году Временным высшим церковным управлением Сибири возведён в сан игумена и назначен корпусным благочинным 11-го Яицкого армейского корпуса, вошедшего в состав Южной армии. Отступив вместе со своей частью через Северный Туркестан и войдя в состав Оренбургской армии атамана Дутова, игумен Иона принял должность главного священника армии.
После отстранения атамана от командования армией остался вместе с Дутовским отрядом, вместе с которым через город Лепсинск без запасов провианта и фуража преодолел в начале 1920 года перевал Кара Сарык. Остатки дутовцев спустились в Синьцзян, Китайский Туркестан. Прибыл в город Кульджу, где способствовал сплочению разрозненных русских сил.
Весной 1921 года с конным отрядом оренбургских и семиреченских казаков добрался до Шанхая. Здесь развернулась его пастырская деятельность среди русских беженцев и китайцев. В организованной по его инициативе местной семинарии он преподавал Закон Божий. Среди семинаристов было много китайских юношей.
Вскоре Высшее русское церковное управление заграницей наградило его саном архимандрита за особые труды и выдающуюся деятельность и назначило в Русскую духовную миссию в Пекине.
20 июня (3 июля) 1922 года решением Высшего русского церковного управления заграницей на основании ходатайства архиепископа Пекинского Иннокентия избран вторым викарием Пекинской епархии.
В сентябре 1922 года в Пекине была совершена его архиерейская хиротония во епископа Тяньзиньского с назначением его настоятелем Иннокентьевского миссионерского собора в городе Маньчжурии. В наречении и хиротонии участвовали начальник миссии архиепископ Пекинский Иннокентий (Фигуровский), епископы Забайкальский Мелетий (Заборовский) и Шанхайский Симон (Виноградов). Прибыл в Маньчжурию 19 октября 1922 года.
Церковная служба епископа Ионы отличалась особенной торжественностью и проникновенностью. Не ограничивался только внутрицерковной деятельностью. Основал среднюю 10-классную школу с ремесленным уклоном. Ко дню его смерти здесь получили образование 497 детей обоего пола без различия национальности и вероисповедания, причём беднейшие учились бесплатно. Открыл аптеку с выдачей лекарств беднейшему населению бесплатно. Основал приют для малолетних сирот. Создал для бедных бесплатные амбулаторию и столовую на 200 человек.
Широта интересов и образования, разносторонняя полезная деятельность и любовь ко всем, сделали его популярным и глубоко почитаемым в среде как православного, так и иноверного населения Северо-Восточного Китая.
С 1925 года титуловался епископом Ханькоуским. В том же году заболел ангиной. От споласкивания горла керосином произошло заражение крови.
Скончался 20 октября 1925 года в возрасте 36 лет. Отпевание святителя возглавил архиепископ Мефодий (Герасимов) с сонмом духовенства при 8000 молящихся. Погребён за алтарём храма.

## Почитание и канонизация
Через несколько лет по кончине святителя вышел специальный сборник с описанием различных случаев благодатной помощи по его молитвам. Был широко почитаем в православном русском зарубежье.
В апреле 1991 года епископ Хабаровский Гавриил (Стеблюченко) в послании ко всем помнящим владыку Иону попросил «прислать материалы по житию Преосвященного Ионы и сведения о его трудах и подвигах, которыми он усердно трудился во славу Святого Православия».
13 сентября 1996 года Архиерейский собор Русской зарубежной церкви вынес определение о церковном прославлении святителя Ионы Ханькоуского, которое было совершено 7 (20) октября 1996 года, в день его преставления и памяти.
Служба святителю была составлена на английском языке чтецом Исааком Ламбертсеном. 5—6 мая 2015 года Архиерейский синод РПЦЗ рассмотрел службу святителю Ханькоускому Ионе, итогом чего стало постановление просить Е. В. Перекрёстову стать во главе особой комиссии по внесению в службу необходимых поправок.
3 февраля 2016 года определением Архиерейского собора Русской православной церкви установлено общецерковное почитание святителя Ионы, епископа Ханькоуского.